# Roseanne Barr
Roseanne Cherrie Barr, född 3 november 1952 i Salt Lake City i Utah, är en amerikansk skådespelare, komiker, författare, TV-producent och politiker.

## Biografi

### Roseanne
Barr började sin karriär inom ståuppkomiken och framträdde på klubbar innan hon blev berömd för sin roll i situationskomedin Roseanne. TV-serien var framgångsrik och pågick i nio säsonger från 1988 till 1997. Hon vann utmärkelserna Emmy Award och Golden Globe Award för årets bästa kvinnliga skådespelarinsats för sitt arbete med den. Barr ville göra en realistisk show om en stark mor som inte var offer för patriarkal konsumism. Hon blev omdebatterad när hon 1990 sjöng The Star-Spangled Banner falskt, spottade och tog sig i skrevet under en rikssänd baseballmatch. 
Efter komediserien lanserade hon ett eget pratprogram, The Roseanne Show, som sändes från 1998 till 2000.  
Den 28 april 2017 rapporterades det att Barr, tillsammans med de flesta av den ursprungliga rollbesättningen, skulle medverka i åtta avsnitt av en ny säsong av Roseanne, 21 år efter att den lades ned. TV-kanalen ABC bekräftade i maj 2017 att de skulle sända den nya säsongen. Den 27 mars 2018 hade den tionde säsongen av Roseanne premiär på ABC. Premiären blev en framgång och ABC förnyade seriens kontrakt för en elfte säsong, med tretton avsnitt. Men den 29 maj 2018 lades serien ner med omedelbar verkan av ABC till följd av påstått rasistiska kommentarer som Roseanne Barr gjort på Twitter tidigare den dagen.

### Efter år 2000

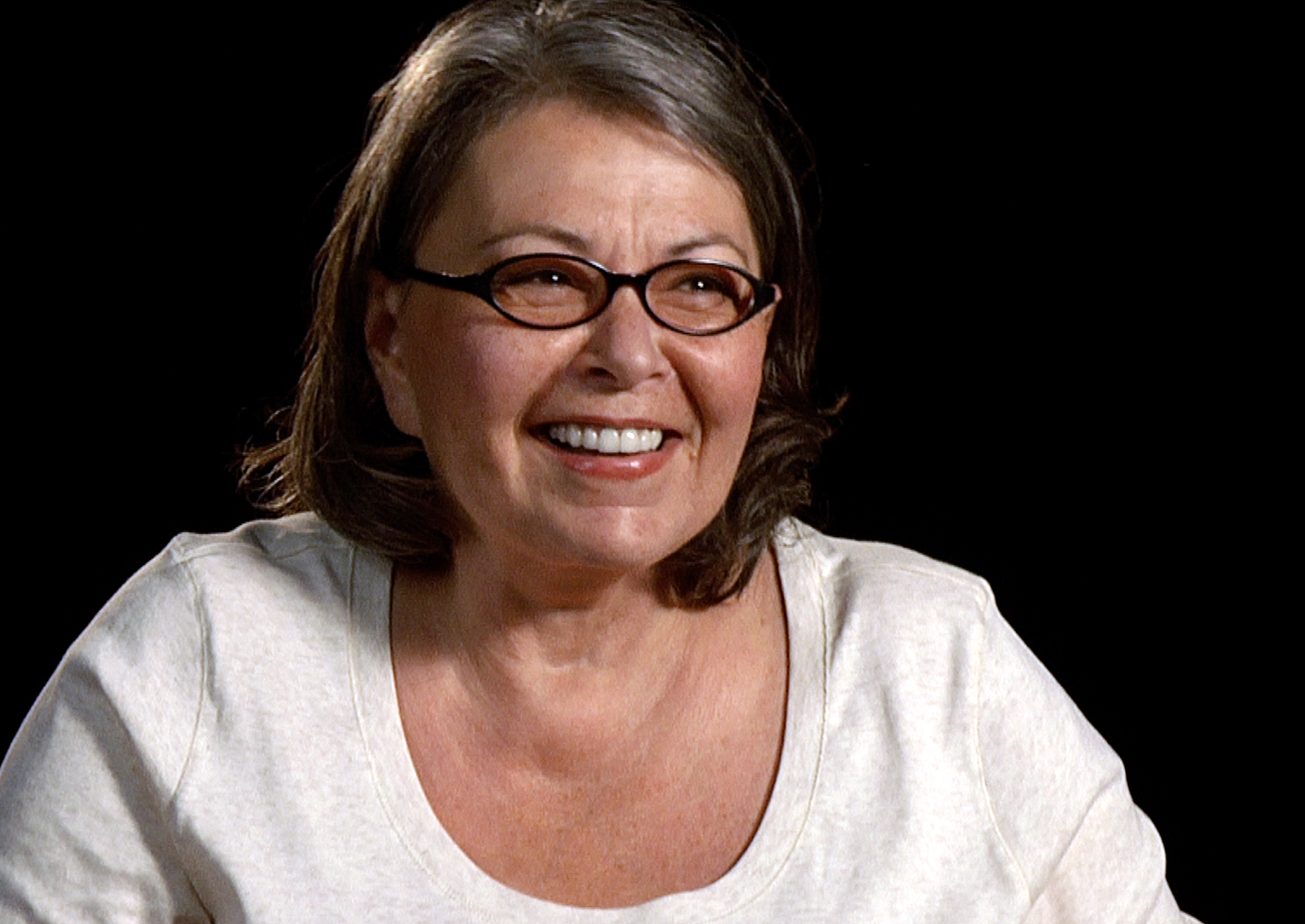
Barr intervjuas i dokumentären I Am Comic 2010.

År 2005 återvände hon till ståuppkomiken med en världsturné. 2010 medverkade hon i Jordan Bradys dokumentärfilm I Am Comic, där hon blev intervjuad. År 2011 började hon medverka i Roseanne’s Nuts, som handlar om hennes liv på en gård i Hawaii.

### Politik
Barr försökte år 2011 att bli presidentkandidat för Green Party men misslyckades med det då Jill Stein vann kandidaturvalet 2012. Bättre gick det istället när hon kort tid efter förlusten valde att kandidera för att bli representant för Peace and Freedom Party i presidentvalet 2012, vilket hon blev den 4 augusti.

### Familj
Som barnbarn till europeiska och ryska invandrare var Barr äldst av fyra barn i en judisk arbetarklassfamilj i Salt Lake City som också var aktiv inom Sista dagars heliga-kyrkan. År 1974 gifte hon sig med Bill Pentland, med vilken hon fick tre barn innan de skildes 1990. Barr gifte om sig med komikern Tom Arnold – ett äktenskap som varade i fyra år. Mellan 1995 och 2002 var hon gift med Ben Thomas och sedan 2003 lever hon med Johnny Argent.